# Lloro de corona blanca
El lloro de corona blanca (Pionus senilis) és una espècie d'ocell de la família dels psitàcids que habita zones amb arbres de Mèxic i Amèrica Central, des de l'Estat de San Luis Potosí, a través del vessant oriental de Mèxic i la Península del Yucatán, fins a Costa Rica i l'oest de Panamà.

## Descripció

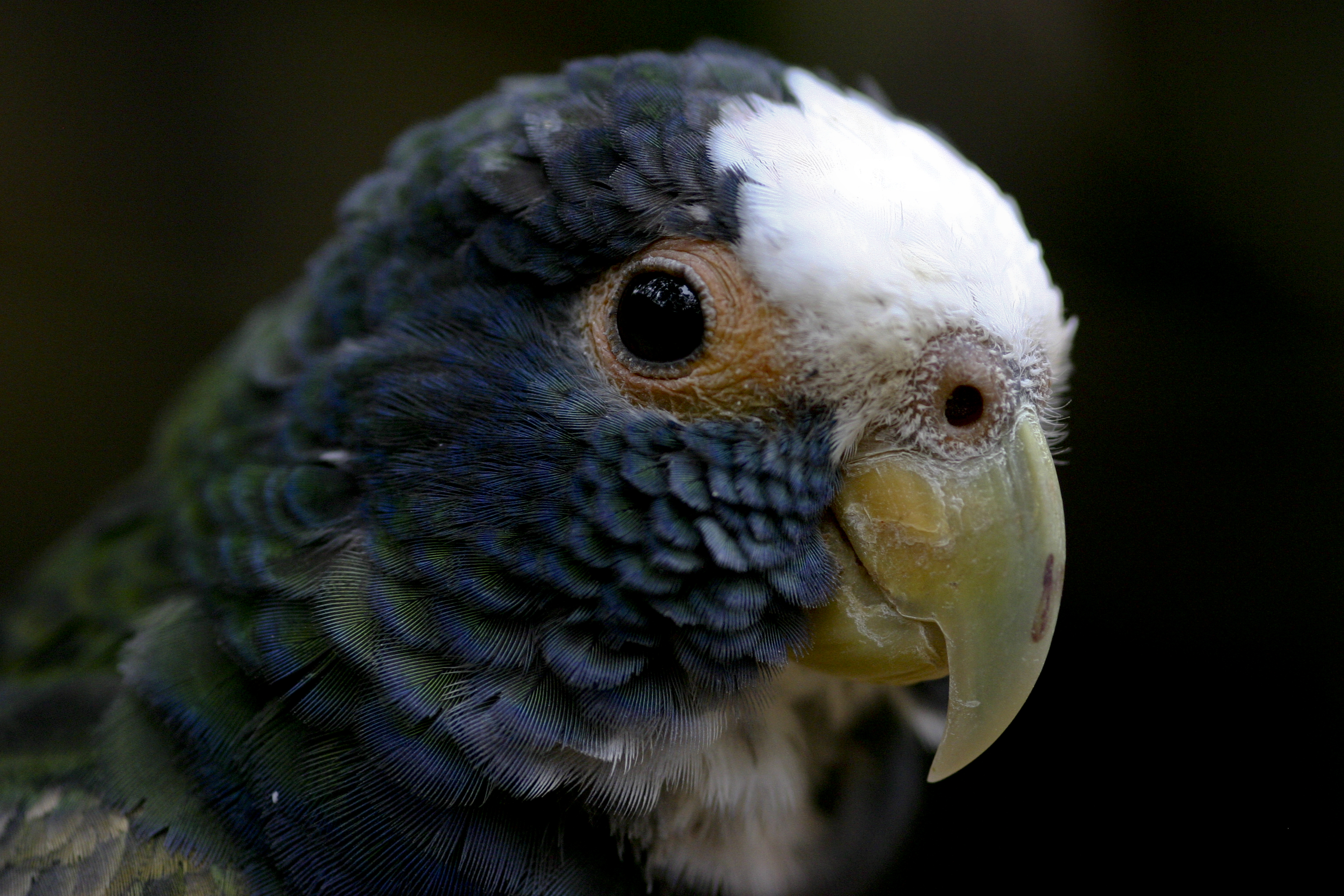
Lloro de corona blanca, primer pla de la part superior del cos.

El lloro de corona blanca és un lloro de mida mitjana d'uns 24 cm de llargada. El cos és ample i la cua curta, amb l'iris marró fosc i un anell ocular de color rosa-marró. El bec és groguenc amb una lleugera coloració verda. El front, la corona i les lores són de color blanc pur amb una taca blanca a la barbeta i al centre de la gola. El ventre és principalment verd; els colors basals de les plomes del pit són verds amb puntes blau fosc i blau porpra, i blau clar a la banda subterminal. Aquest efecte escamós també és evident en les plomes de les galtes i el coll posterior, que són basalment verdes amb verd blavós clar i blau porpra a la banda subterminal. El dors i l'esquena són brillants de color marró vermellós, amb les escapulars verdes que són vermelloses i marró groguenc a les puntes i les membranes externes. Tenen cobertores primàries de color blau violeta i cobertores majors verdes; les cobertores menors i mitjanes són de color marró vermellós amb puntes més clares, cosa que dóna a l'ala un aspecte tacat. La gropa i les cobertores superiors de la cua són de color verd més brillant amb cobertores inferiors vermelles. La part superior de l'ala està coberta de taques marrons i són de color verd blavós pàl·lid a la part inferior de l'ala. Els atributs físics en ambdós sexes són similars. El juvenil té el cap, el coll posterior i el pit coberts de verd, amb galtes i corona clares de color groguenc. El lloro de corona blanca és àmpliament simpàtric a tot Mèxic i l'oest de Panamà.
Espècies similars inclouen el lloro encaputxat (Pyrillia haematotis); té el cap marró i lores blanques, però no té corona blanca ni cobertores inferiors vermelles. El cos és principalment verd amb axil·lars vermelles visibles durant el vol, batecs d'ales ràpids i una veu aguda. Una altra espècie, el lloro capblau (Pionus menstruus), és principalment verd amb el cap i el coll blau brillant, cobertores inferiors vermelles i cobertores alars groguenques. El lloro de corona blanca té un batec d'ales ràpid i s'enfila a les branques mentre s'alimenta. Sovint es troben en parelles o petits estols excepte durant les temporades de cria. Són molt cautelosos i volen mentre criden fort quan algú se'ls apropa. El crit és aspra, com «kriiiik-kriiiik» o «krii-ah-kii-ah» durant el vol, però pot tornar-se imperceptible i silenciosa a la capçada dels arbres.

## Distribució i hàbitats
Els lloros del gènere Pionus són originaris de l'Amèrica Central i del Sud.
El lloro de corona blanca és l'espècie més rara de les vuit que componen aquest gènere. El lloro de corona blanca habita el vessant caribeny de l'Amèrica Central des del sud-est de Mèxic fins a l'oest de Panamà. Es troben al sud-est de Mèxic des del sud de Tamaulipas i l'est de San Luis Potosí, passant per Campeche i Quintana Roo, fins a Costa Rica, i en ambdós vessants (Chiriquí i oest de Bocas del Toro) a l'oest de Panamà. Tot i que aquesta espècie es distribueix per una àrea àmplia, la major abundància és a Costa Rica. La població encara es considera estable malgrat ser caçada per aliment, ser víctima de plagues de cultius, el comerç d'ocells i la desforestació de l'hàbitat.
L'hàbitat són les zona tropical humides de bosc i terres boscoses amb creixement local de pins i roures i sabana. Es troben més comunament a les terres baixes i als peus del vessant caribeny, però també s'han reportat a les vores dels boscos i zones cultivades amb pastures, arbres dispersos i rierols boscosos. Les principals fonts d'aliment inclouen llavors madures, fruits de palma i cultius.

## Comportament i ecologia
El lloro de corona blanca és l'ocell de captiveri més antic conegut; s'ha convertit en ocell molt popular de companyia a causa de la mida i temperament ideals. La majoria dels lloros, però, conserven aquest comportament en estat salvatge, i la capacitat d'adaptació com a ocell de companyia varia considerablement. A conseqüència d'una baixa capacitat d'adaptació, poden sorgir diversos problemes de comportament, i els propietaris poden ajudar a millorar les condicions de vida dels seus ocells mitjançant una comprensió més profunda del comportament i els hàbits de l'espècie.

### Allotjament
El lloro de corona blanca s'ha de mantenir en parelles individuals, ja que són animals molt socials; una parella de femelles seria preferible a dos mascles, pel fet que els mascles tendeixen a ser més agressius. Idealment, els aviaris haurien de ser fets de malla de filferro gruixuda, i tenir almenys 1,5 vegades l'envergadura del lloro. Com que els lloros baten les ales per fer exercici, cosa que manté la força òssia i el funcionament de les articulacions per millorar el rendiment cardíac, el recinte hauria de deixar espai perquè el lloro pugui obrir les ales i adaptar-se al moviment aeri. Els cicles de son, reproducció i muda dels ocells estan impulsats per la durada de la llum. La llum que arriba a través de la retina i la glàndula de Harder crea una imatge visual i transmet informació sobre la durada del dia i la qualitat de la llum a la glàndula pituïtària a la glàndula pineal del cos, que influeix en els cicles. Una quantitat adequada de períodes de llum i foscor facilitarà el son i mantindrà la seva salut física i mental. Es recomana proporcionar 12 hores de silenci i foscor per dormir. Es pot utilitzar una coberta de gàbia per crear un ambient fosc per a un cicle de son favorable.

### Ambientació

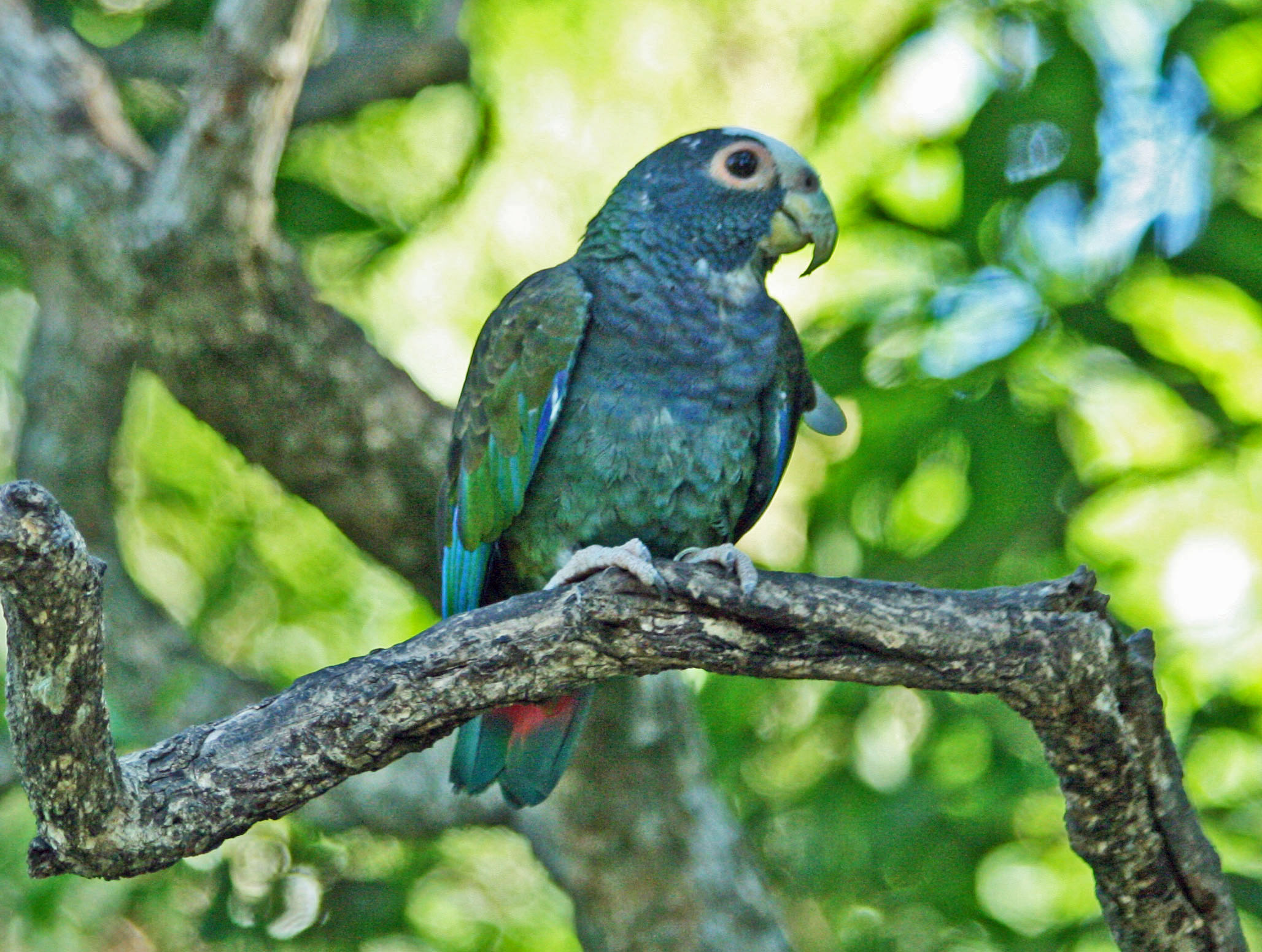
Lloro de corona blanca, a l'aviari “Birds of Eden” a Sud-àfrica.

En un entorn en captivitat, aquest s'ha d'adequar per fomentar la diversitat de comportament i minimitzar els comportaments anormals. Això es pot aconseguir mitjançant diferents adequacions ambientals, incloent-hi l'enriquiment social, ocupacional, físic, sensorial i nutricional. Aquesta adequació és particularment important durant l'etapa de desenvolupament o el període juvenil dels ocells.

### Social
L'enriquiment social implica el contacte directe o indirecte amb els humans, com ara interaccions visuals o auditives. Com que els lloros es comuniquen d'una manera rica i subtil, és important entendre els senyals de comunicació comuns per mantenir una interacció saludable entre el lloro i els humans. Alguns avisos agressius comuns que es veuen en els lloros són girar-se cap a l'oponent amb el cap i el coll estesos, picotejar l'oponent sense contacte, aletejar les ales, obrir el bec, aproximar-se ràpidament de costat i aixecar les plomes del clatell i grunyir. En canvi, els comportaments d'afecte inclouen l'empolainament, l'aloalimentació, passar temps a prop, comportaments reproductius, mimetisme parpellejant i estirament unilateral de l'ala i la pota ipsilateral.
Altres comportaments submisos inclouen ajupir-se, estarrufar les plomes, moure el cap, aixecar les potes i allunyar-se. Alguns comportaments poden ser similars, per exemple, el grinyol o el grinyol del bec el mostra quan està content, cosa que no s'ha de confondre amb el so curt i agut del clic del bec que s'expressa com una amenaça. L'observació d'aquests comportaments de comunicació ajuda a reforçar el vincle humà-lloro i a modelar comportaments no desitjats. El lloro ha de sentir-se segur, juganer i adaptable en lloc de tenir por de les interaccions. En augmentar l'alçada del recinte i fer contacte visual en mirades de costat, pot augmentar la sensació de seguretat per a un ocell tímid.
L'entrenament amb reforç positiu és una altra font d'enriquiment social que es basa en la relació i el vincle mutus. Per exemple, es pot utilitzar per ensenyar al lloro a mantenir-se tranquil i còmode quan el propietari s'acosta a la gàbia, obre la porta, fica la mà a dins, l'alimenta amb la mà, li toca les ales, el bec i les potes, i fa altres ordres com ara pujar, baixar i quedar-se quiet. El reforç positiu constant al llarg de la vida del lloro facilitarà l'aprenentatge i desenvoluparà les habilitats necessàries per viure còmodament amb els humans.

### Ocupacional
L'enriquiment ocupacional implica exercici i activitats relacionades amb la psicologia, com ara els trencaclosques o la capacitat de controlar l'entorn. Els psitàcids han evolucionat per volar llargues distàncies, i l'exercici diari, com ara aletejar i volar, mastegar i esquinçar, i enfilar-se i balancejar-se, és necessari per als ocells juvenils. Els exercicis diaris adequats poden ajudar a gastar energia i reduir l'aparició de comportaments indesitjables com ara cridar, caminar amunt i avall i la hiperactivitat. L'activitat de mastegar és una altra font d'enriquiment ocupacional que s'hauria de fomentar, ja que ajuda a estimular el creixement dels músculs masticatoris, la motricitat fina i gruixuda i l'exploració tàctil. Es poden proporcionar materials o joguines menys costoses per evitar que l'ocell mastegui les perxes, les cobertes de la gàbia o les plomes.

### Físic

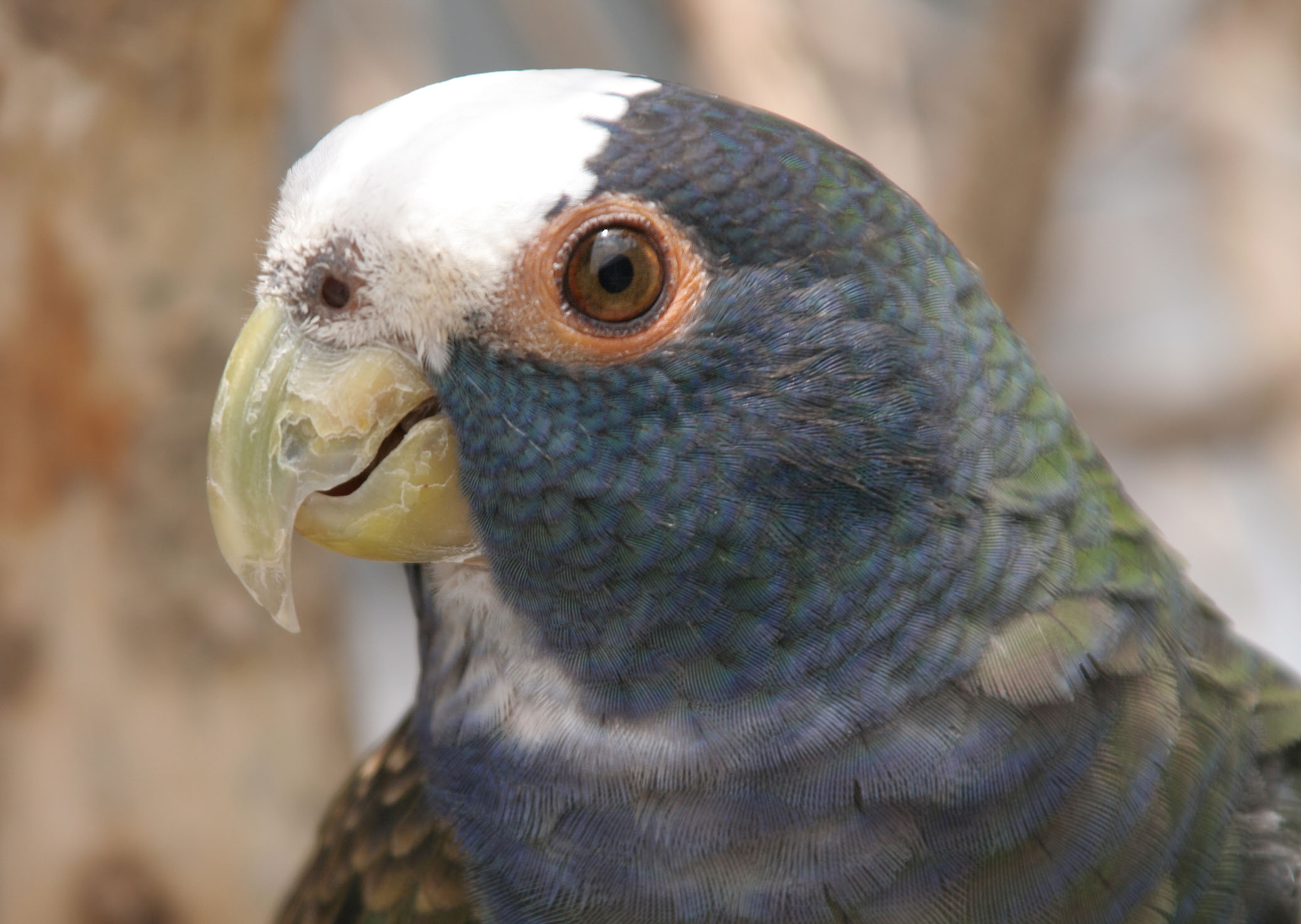
Primer pla del cap i del coll.

L'enriquiment físic implica mobiliari de gàbia, joguines i l'entorn exterior de la llar. El mobiliari de la gàbia, com ara plats per menjar i aigua, pot influir en la gana de l'ocell, depenent del color, la mida, la forma i la ubicació dels plats. Els aliments preferits es poden col·locar en llocs menys desitjats, com ara el terra de la gàbia, mentre que els aliments nous es poden col·locar a prop de les perxes preferides per augmentar l'acceptació. Un altre component principal del mobiliari de la gàbia és la perxa, que varia en mides i materials. Les perxes que proporcionen tracció en un grau desitjable de rugositat per a les potes per evitar que les urpes creixin massa i alhora permeten netejar i donar forma al bec, són ideals per a ocells juvenils. La manzanita amb base de sorra és un material popular: és difícil de destruir alhora que proporciona una textura agradable per mastegar. Les perxes han de tenir un diàmetre variable per proporcionar exercici per a les potes. Les branques naturals no tòxiques i els arbres fruiters que no han estat ruixats amb pesticides són una opció segura. Altres materials com la fusta d'arbre de cotó retorçada també són populars. Els tipus de joguines varien en mida, material i idoneïtat per proporcionar un joc independent als ocells juvenils; Les joguines es poden agrupar en categories de mastegar, enfilar-se, a peu dret i trencaclosques. També proporciona una sortida alternativa perquè els ocells desviïn l'agressió. Tot i que les joguines s'han de proporcionar fàcilment per a un enriquiment físic òptim, poden ser visualment aclaparadores i poden limitar l'espai per a l'exercici si la gàbia està plena de joguines. La col·locació de la gàbia sovint afecta la comoditat psicològica de l'ocell. Una paret sòlida en almenys un costat de la gàbia per permetre amagar-se és ideal per a ocells juvenils tímids i sensibles. Es poden proporcionar caixes de fusta o cartó a la gàbia com a amagatalls per a una seguretat addicional. En canvi, els ocells que són segurs i molt socials poden preferir estar al centre de l'activitat a casa. Cal anar amb compte a l'hora d'evitar la vista de depredadors com falcons o gossos quan la gàbia es col·loca a prop de les finestres.

### Sensorial
L'enriquiment sensorial implica aspectes visuals, auditius, tàctils, olfactius o gustatius que ajuden al desenvolupament del cervell i prevenen la neofòbia. Els lloros poden veure espectres fluorescents i ultraviolats que poden influir en les preferències amb l'enriquiment visual. Molts tenen preferències de color diferents, cosa que és útil per seleccionar joguines o introduir aliments als seus gustos. Per exemple, el propietari pot evitar col·locar la gàbia a prop de mobles o parets de colors que a l'ocell li puguin desagradar o provocar un comportament fòbic. Altres formes d'enriquiment visual inclouen miralls, televisió, cintes de vídeo o enregistraments digitals que es poden proporcionar als ocells quan estan sols a casa per reduir l'avorriment. L'enriquiment auditiu inclou música i sons de la natura, i els ocells tendeixen a gaudir de música de to més agut i ritme ràpid.

### Nutricional
L'enriquiment nutricional implica la presentació, preparació i lliurament d'aliments, llaminadures i oportunitats de recerca d'aliment. Hi hauria d'haver una àmplia varietat d'aliments disponible durant l'etapa juvenil del lloro, fins i tot si la dieta base ha complert els requisits nutricionals, per tal de maximitzar les opcions d'alimentació i l'enriquiment per a l'etapa adulta. Es recomana oferir nous aliments almenys tres vegades per setmana. S'anima l'enriquiment de la recerca d'aliment per als ocells captius a imitar el comportament natural dels ocells salvatges, que passen entre quatre i sis hores, o més de la meitat de les hores de vigília, alimentant-se. Per als ocells en captivitat, les oportunitats de buscar menjar es poden proporcionar amagant menjar en recipients o joguines, col·locant menjar en trencaclosques o escampant menjar amb objectes no comestibles. Això també pot ajudar els ocells amb neofòbia nutricional associant els recipients de cerca d'aliment amb el menjar.

## Malalties
Els lloro de corona blanca és susceptible a malalties neoplàstiques com l'hemangiosarcoma, el carcinoma escatós, el nefroblastoma, l'adenocarcinoma proventricular, el lipoma i els xantomes.

### Hemangiosarcoma
L'hemangiosarcoma és un tumor maligne que es produeix habitualment en llocs del bec, les ales, els peus, les potes i la cloaca. És localment invasiu i multicèntric. L'extirpació quirúrgica no és curativa, ja que la majoria dels tumors tornen a créixer en qüestió de dies o mesos. L'edat mitjana dels ocells afectats és d'onze anys, amb un rang de 3 a 20 anys, i no hi ha predilecció per sexe.

### Carcinoma escamós
El carcinoma escamós és un tumor maligne que es produeix habitualment en llocs de la pell i del tracte gastrointestinal superior. El lloc afecta la supervivència de l'ocell: la infecció al bec, la cavitat oral o l'esòfag sovint provoca la mort a causa del creixement incontrolat del tumor. La irritació crònica, l'arrencada de plomes i la inflamació promouen la proliferació de tumors. No hi ha predilecció per sexe.

### Xantomes
Els xantomes són masses o zones de pell engruixides i amb clotets que tenen un aspecte groguenc-ataronjat. Són invasius i es produeixen predominantment en òrgans interns. L'edat mitjana d'aparició és de deu anys, amb un rang de 3 a 30 anys. El tractament implica la resecció quirúrgica o l'amputació, juntament amb la modificació de la dieta, depenent de la ubicació del xantoma.
Els sistemes respiratori, cardiovascular i gastrointestinal del lloro de corona blanca s'infecten habitualment per Aspergillus. Els lloros alimentats a mà són més susceptibles a la candidosi a causa dels estris d'alimentació insalubres. La clamídia també és comuna en els ocells de l'Amèrica Central i del Sud.